# ال‌دی‌وی ماکسوس

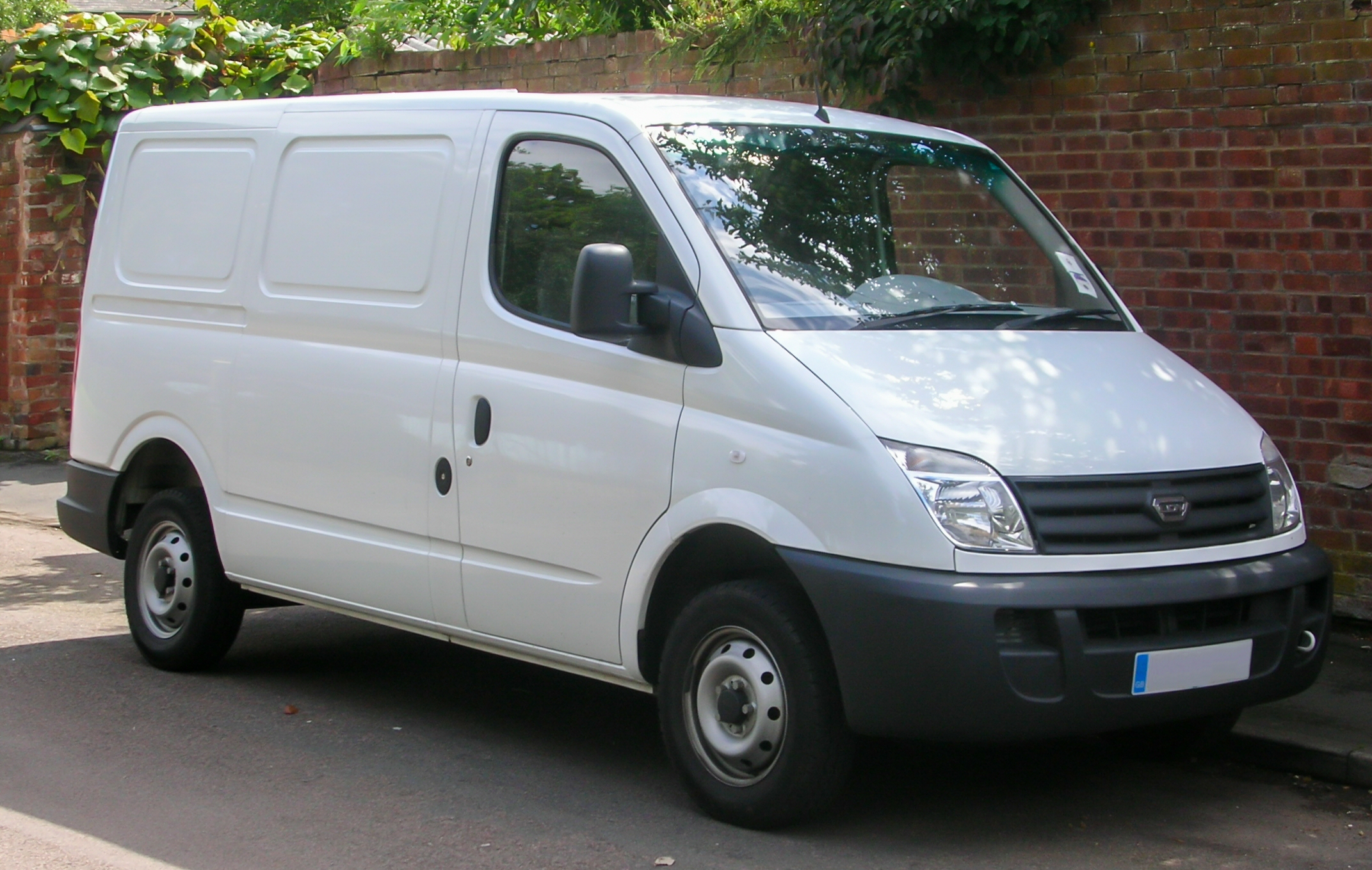

ال‌دی‌وی ماکسوس (LDV Maxus) خودرویی است که در سال‌های ۲۰۰۴ تا ۲۰۰۹>۲۰۱۱– (planned)در ورشو، لهستان، بریتانیا، مالزی، نیژنی نووگورود، روسیه، گاز (خودرو)، استانبول و ترکیه تولید شده‌است.
این خودرو در کلاس ون قرار گرفته، است.